# Зорица Блажевска
Зорица Блажевска (на македонска литературна норма: Зорица Блажевска) е архитектка от Северна Македония.

## Биография
Родена е на 6 октомври 1948 година в Скопие, тогава във Федеративна народна република Югославия. Завършва Архитектурно-строителния факултет на Скопския университет в 1973 година. В 1991 година защитава докторат в Скопие. Работи в Архитектурния факултет, като от 2003 година е редовен професор по проектиране на жилищни и ресторантьорски обекти. занимава се и с научна работа по архитектурно проектиране и публицистика. Автор е на много семейни къщи.